# 瑪麗·約翰遜
瑪麗·約翰遜（Mary Johnson，1896年5月11日—1975年5月15日），本名是阿斯特麗德·瑪麗亞·卡爾松（Astrid Maria Carlsson）是一位瑞典無聲電影演員
。

## 生平
阿斯特麗德·瑪麗亞·卡爾森出生於瑞典南曼蘭省福斯教區。她於1910年代在導演卡琳·斯旺斯特倫（Karin Swanström，1873-1942年）的劇團中首次亮相。1914年，她與第一任丈夫卡爾·格哈德·約翰遜（Karl Gerhard Johnson，1891-1964）前往哥德堡的尼亞劇院，在劇院經理亞爾馬·塞蘭德（Hjalmar Selander）的指導下表演
。
1920年代，她移居柏林，並在多部德國電影中擔任女主角。1932年，她與德國演員魯道夫·克萊因-羅格（Rudolf Klein-Rogge）結婚。她在 Brännkyrka去世，被埋葬在斯德哥爾摩Skogskyrkogården的紀念林中。

## 外部連結
- 瑪麗·約翰遜在互联网电影资料库（IMDb）上的資料（英文）